# 海门直隶厅

海门厅在江苏省的位置（1820年）

海门直隶厅，清朝江苏省直隶厅之一，属江宁布政使司管辖，治所在今江苏省海门市。

## 历史
乾隆三十三年（1768年），割通州直隶州之安庆、南安十九沙，太仓直隶州崇明县之半洋、富民十一沙及续涨之天南沙置。
中华民国元年（1912年）1月，全省废府。改海门直隶厅为海门县:11。